# Piero Bonifacio Acquaviva
Piero Bonifacio Acquaviva (n...? - 1418) militar italià.
Acompanyà al seu germà Josías Acquaviva en els estralls que va fer als Melatini i es distingí pel furor que avivà l'odi entre les dues famílies (Acquaviva - Melatini).
Va ser senyor de Teramo el 1415.